# Banja Lukas internationella flygplats
Banja Lukas internationella flygplats (bosniska: Međunarodni aerodrom Banja Luka, kroatiska: Međunarodna zračna luka Banja Luka, serbiska: Међународни аеродром Бања Лука) är en flygplats i Bosnien och Hercegovina. Den ligger i den nordvästra delen av landet, 150 kilometer nordväst om huvudstaden Sarajevo. Banja Lukas internationella flygplats ligger 121 meter över havet.